# Nagy kubapinty
A nagy kubapinty vagy sárgaarcú kölespinty (Tiaris olivaceus)  a madarak osztályának verébalakúak (Passeriformes) rendjébe, a tangarafélék (Thraupidae) családjába tartozó Tiaris nem egyetlen faja.

## Rendszerezése
A fajt Carl von Linné svéd természettudós  írta le 1766-ban, az Emberiza nembe Emberiza olivacea néven. A nem besorolása vitatott, egyes rendszerezők szerint több faj is tartozik ide.

## Alfajai
- Tiaris olivaceus pusillus (Swainson, 1827) –  Mexikó keleti része, Belize, Costa Rica, Guatemala, Honduras, Nicaragua, Panama, Salvador, Ecuador, Kolumbia és Venezuela
- Tiaris olivaceus intermedius (Ridgway, 1885) – Cozumel-sziget
- Tiaris olivaceus ravidus (Wetmore, 1957) – Coiba sziget (Panama déli részénél)
- Tiaris olivaceus olivaceus (Linnaeus, 1766) – Kuba, a Juventud-sziget, Jamaica, a Kajmán-szigetek,  Hispaniola, valamint a  a Bahama-szigetek és a Turks- és Caicos-szigetek
- Tiaris olivaceus bryanti (Ridgway, 1898) – Puerto Rico [2]

## Előfordulása
Az Amerikai Egyesült Államok déli részén, Mexikó,  a Bahama-szigetek, a Kajmán-szigetek, Kuba, a Dominikai Köztársaság, Haiti, Jamaica, Puerto Rico, Turks- és Caicos-szigetek, Belize, Costa Rica, Guatemala, Honduras, Nicaragua, Panama, Salvador, Ecuador, Kolumbia és Venezuela területén honos. 
Nem vonuló faj, de kóborló egyedeket észleltek már az Amerikai Egyesült Államok déli részén (Texas déli részén és Florida államban). Ezen kívül beteleptették Hawaii-ra is.
Természetes élőhelyei a szubtrópusi és trópusi gyepek és cserjések, valamint legelők.

## Megjelenése
Testhossza 12 centiméter, testtömege 6-10 gramm. A nemek tollazata különbözik.
|  |  |

## Természetvédelmi helyzete
Az elterjedési területe nagyon nagy, egyedszáma pedig stabil. A Természetvédelmi Világszövetség Vörös listáján nem fenyegetett fajként szerepel.